# Инкоу
Инкоу е пристанищен град в провинция Ляонин, Североизточен Китай. Общото население на целия административен район, който включва и града, е 2 428 534 жители, а градската част е с 897 515 жители (2010 г.). Общата площ на административния район е 4970 кв. км, а градската площ е 664 кв. км. Намира се в часова зона UTC+8. Пощенският му код е 410. Средната годишна температура е около 9,5 градуса. Средната влажност на въздуха е 66,3%. Вали средно по 75,6 дни в годината.